# 初島灯台
初島灯台（はつしまとうだい）は、日本の灯台。静岡県熱海市に属し相模灘に浮かぶ初島に存在する。初島南東の丘陵に建つ白色の小型灯台である。外側に螺旋階段が設置されており、このような灯台は日本唯一である。また日本で15番目の参観灯台でもある。

## 歴史
- 1959年（昭和34年）3月25日、設置、初点灯。
- 1967年（昭和42年）12月11日、海底電線敷設に伴い、2基の自家発電装置の使用から東京電力の利用に変更。
- 1973年（昭和52年）10月、高さを変更。
- 1985年（昭和60年）1月、有線監視装置設置。
- 1999年（平成11年）3月、灯質変更。
- 2007年（平成19年）3月28日、参観灯台として一般公開開始。

参観灯台とするにあたってリニューアルがなされ、実効光度（かつては赤光6万4千カンデラ、緑光5万8千カンデラ）や、光達距離（以前は21海里＜約39km＞）が低下した。また参観者への配慮もあって灯台本体の外側に螺旋階段が付けられ展望台としての面が強くなった。

## 一般公開
参観灯台として一般公開（中学生以上300円）されていて、上まで登ることができる。晴れた日には伊豆半島から相模湾、三浦半島、城ヶ島、房総半島、富士山まで見渡せる。

## 灯台資料展示館
2006年（平成18年）に灯台資料展示館が開設された。初島の歴史や灯台のしくみ・航路標識の歴史といった展示がある。

## 交通
熱海港から高速船25分、初島港下船後徒歩約15分